# General Electric CF34
Le General Electric CF34 est un turboréacteur à double flux développé par GE Aircraft Engines à partir de son moteur militaire TF34 (équipant l'A-10 Thunderbolt II et le S-3 Viking).
Ce moteur est utilisé par de nombreux avions de ligne, parmi lesquels les appareils de la série Bombardier CRJ, ceux de la famille Embraer « E-Jet » (en), et l'avion chinois ARJ21 Xiangfeng, en cours de développement,. En 2012 on comptait pas moins de 5 600 exemplaires de ces moteurs en service dans le monde, avec une fiabilité d'utilisation établie à 99.95 %.
Il est actuellement (2016) développé en une version General Electric NG34, qui vise à diminuer les consommations et les émissions polluantes, en particulier les oxydes d'azote (NOx).

## Conception et développement
Les moteurs originaux étaient constitués d'une soufflante unique, entraînée par une turbine basse-pression (BP) à 4 étages, envoyant de l'air sous pression à un compresseur haute-pression à 14 étages, entraîné par une turbine haute-pression (HP) à 2 étages, ainsi que d'une chambre de combustion annulaire.
Les versions suivantes à poussée plus importante du CF34 intégraient un corps central (celui du flux primaire) de technologie avancée, qui ne comptait plus que 10 étages de compresseur HP. Les dernières versions, les -10A et -10E sont dérivées du CFM56 et possèdent un cœur HP radicalement différent, avec 9 étages de compresseur HP entraînés par une turbine HP unique. Le corps MP possède 3 étages de suralimentation derrière la soufflante.
La poussée produite est de 90,6 kN pour la version CF34-10E.

## Applications
- CF34-1A : Bombardier Challenger 601-1A ;
- CF34-3A : Bombardier Challenger 601-3A et Lockheed FanStar[5] ;
- CF34-3A1 : Bombardier Challenger 601-3R et Bombardier CRJ100 ER/LR ;
- CF34-3A2 : Bombardier Challenger 601-3A/ER ;
- CF34-3B : Bombardier Challenger 604 et Challenger 605 ;
- CF34-3B1 : Bombardier Challenger 850, Bombardier CRJ200 ER/LR et CRJ440 ER/LR[1] ;
- CF34-8C1 : Bombardier CRJ700 (Series 701) ;
- CF34-8C5 : Bombardier CRJ700 (Series 705), Bombardier CRJ900 et CRJ900 « NextGen » ;
- CF34-8C5A1 : Bombardier CRJ1000 « NextGen » ;
- CF34-8C5B1 : Bombardier CRJ700 « NextGen » ;
- CF34-8E : Embraer E-Jets 170 et 175 (en) ;
- CF34-10A : Comac ARJ21 Xiangfeng ;
- CF34-10E : Embraer E-Jets 190 et 195 (en), Embraer Lineage 1000.

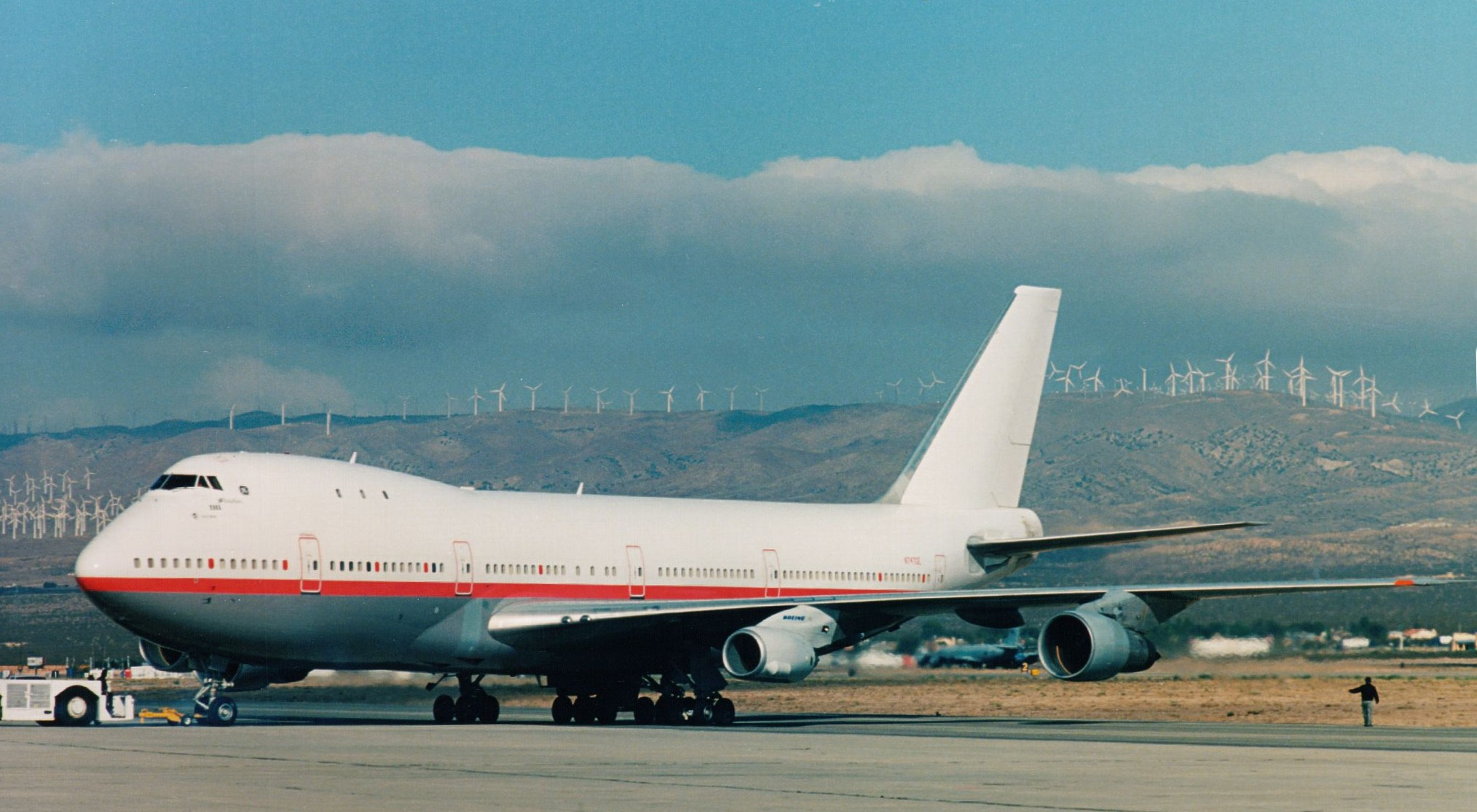
Un CF34-8 monté sur le pylône no 2 (intérieur) du Boeing 747-100 de tests de General Electric, à Mojave Airport, en 2002.
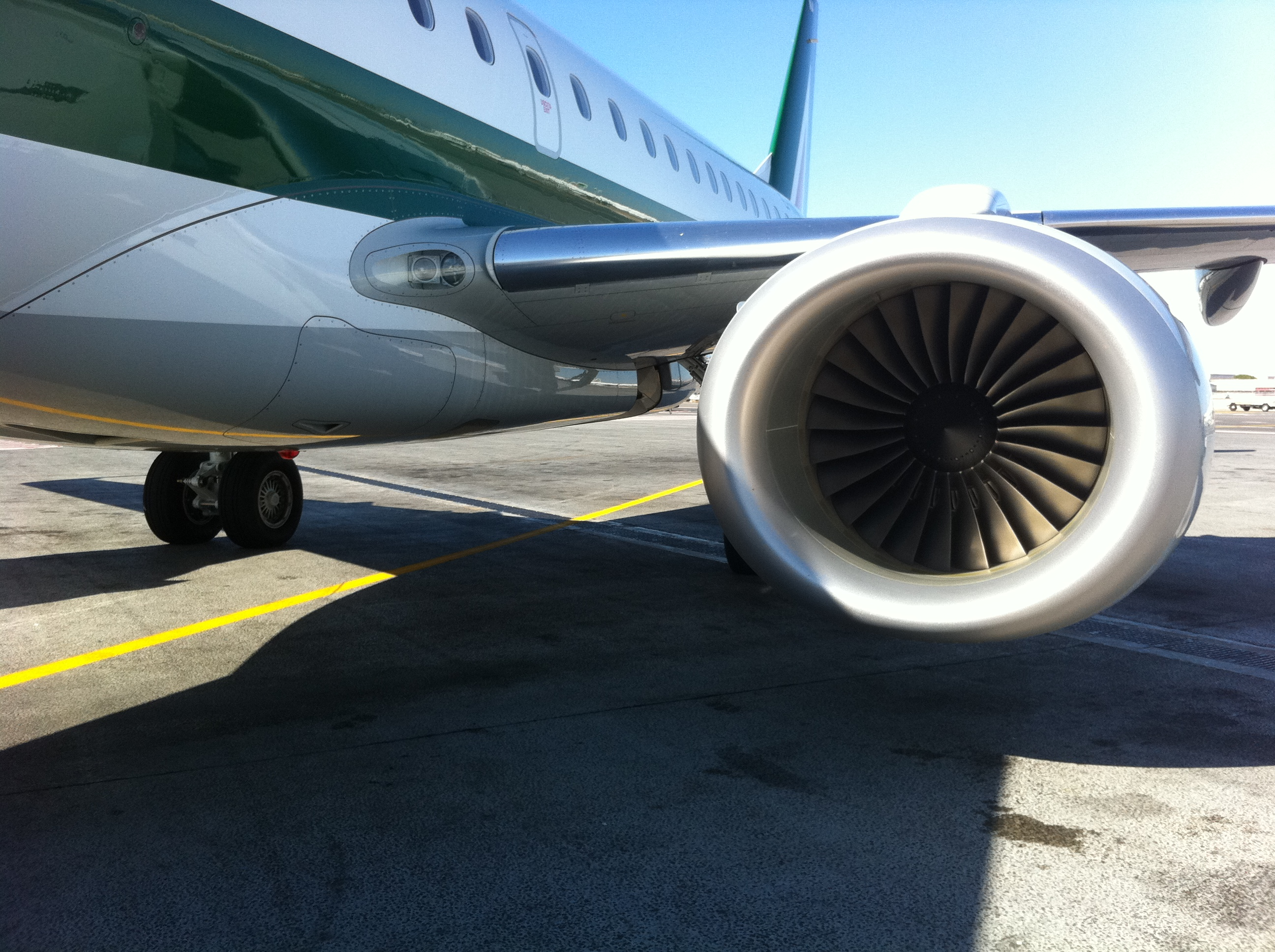
Un CF34 vu de face, monté sur un Embraer E-190 (en). La seule partie visible est l'imposante soufflante, qui dévie une majeure partie du flux d'air vers le flux secondaire du moteur.
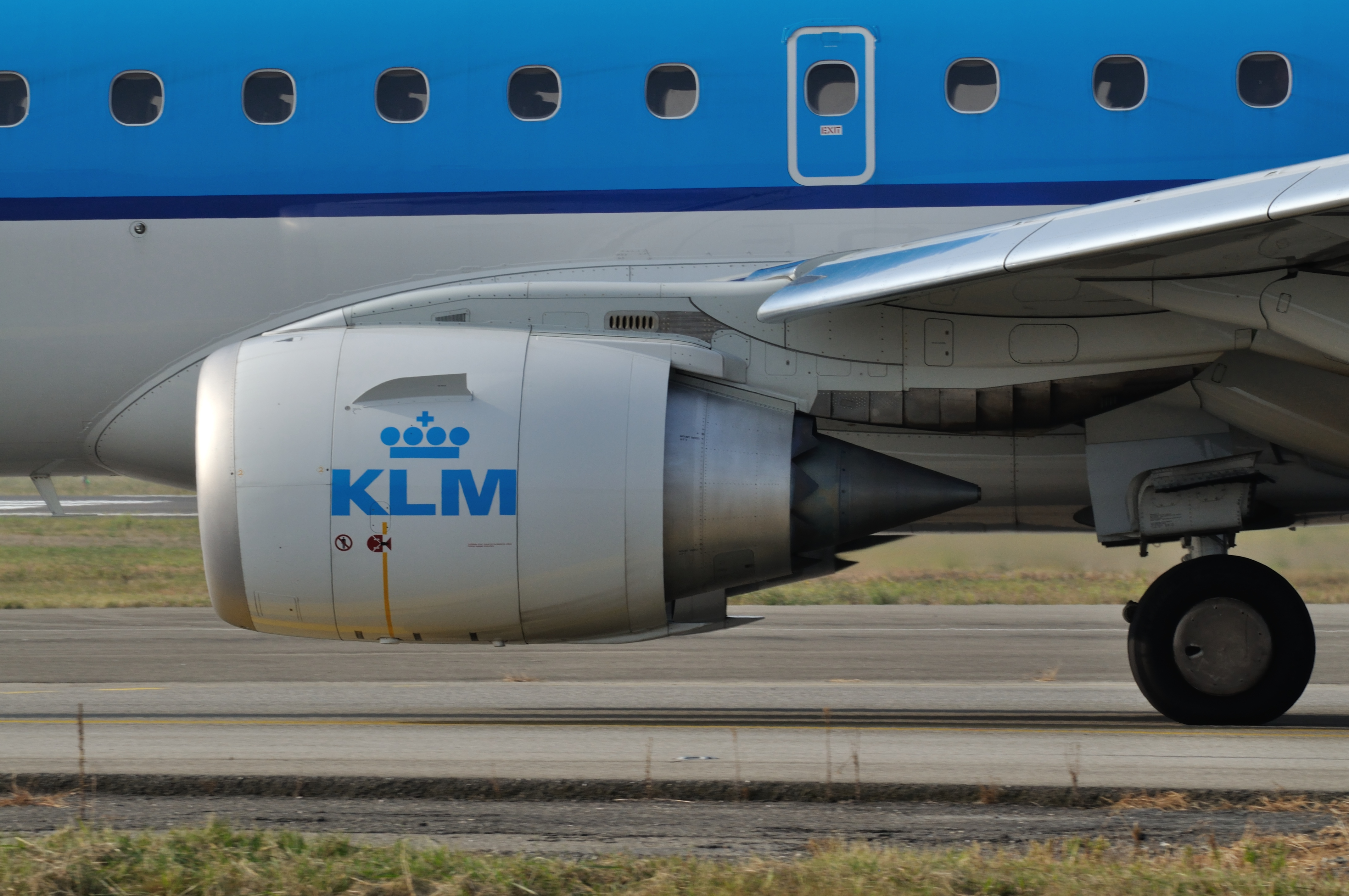
Les versions récentes du CF34 intègrent des découpes en forme de « chevrons » sur la tuyère d'éjection des gaz de la partie centrale du moteur (le premier flux). Cette mesure est censée réduire le bruit produit par le moteur pendant les phases où il tourne à plein régime.

## Spécifications
|                                         | CF34-3                                        | CF34-8C                                        | CF34-8E                                        | CF34-10A                                                                     | CF34-10E                                                                     |
| --------------------------------------- | --------------------------------------------- | ---------------------------------------------- | ---------------------------------------------- | ---------------------------------------------------------------------------- | ---------------------------------------------------------------------------- |
| Application                             | CL600/CL850 CRJ200                            | Bombardier CRJ700/900/1000                     | E-170/175 (en)                                 | Comac ARJ21 Xiangfeng                                                        | Embraer E-190/195 (en) Embraer Lineage 1000                                  |
| Longueur                                | 2,60 m                                        | 3,30 m                                         | 3,10 m                                         | 2,30 m                                                                       | 3,70 m                                                                       |
| Diamètre                                | 1,20 m                                        | 1,30 m                                         | 1,30 m                                         | 1,40 m                                                                       | 1,40 m                                                                       |
| Masse à sec                             | 760 kg                                        | 1 090 ~ 1 110 kg                               | 1 200 kg                                       | 1 700 kg                                                                     | 1 700 kg                                                                     |
| Compresseur                             | • Une soufflante de 1 117,6 mm • 14 étages HP | • Une soufflante de 1 173,48 mm • 10 étages HP | • Une soufflante de 1 173,48 mm • 10 étages HP | • Une soufflante de 1 346,20 mm • 3 étages MP (intermédiaires) • 9 étages HP | • Une soufflante de 1 346,20 mm • 3 étages MP (intermédiaires) • 9 étages HP |
| Turbine                                 | • 4 étages BP • 2 étages HP                   | • 4 étages BP • 2 étages HP                    | • 4 étages BP • 2 étages HP                    | • 4 étages BP • 1 étage HP                                                   | • 4 étages BP • 1 étage HP                                                   |
| Poussée (au niveau de la mer)           | 41 kN                                         | 61,3 ~ 64,5 kN                                 | 64 kN                                          | 78,5 kN                                                                      | 90,6 kN                                                                      |
| Rapport poussée/masse                   | 5,52 :1                                       | 5,7 ~ 6 : 1                                    | 5,6 : 1                                        | 5,1 : 1                                                                      | 5,2 : 1                                                                      |
| Taux de compression (à puissance maxi.) | 21 : 1                                        | 28 ~ 28,5 : 1                                  | 28,5 : 1                                       | 29 : 1                                                                       | 29 : 1                                                                       |
| Taux de dilution                        | 6,2 : 1                                       | 5 : 1                                          | 5 : 1                                          | 5 : 1                                                                        | 5,4 : 1                                                                      |
| Consommation spécifique (en croisière)  | 20 g/kN/s                                     | 19 g/kN/s                                      | 19 g/kN/s                                      | 18 g/kN/s                                                                    | 18 g/kN/s                                                                    |